# Niklas Luman
Niklas Luman (8. decembar 1927 – 6. novembar 1998) bio je nemački sociolog, ekspert administracije, teoretičar socijalnog sistema, kao i jedan od najzapaženijih savremenih mislilaca sociološke teorije sistema.

## Radovi
Luman je plodonosno pisao, sa više od 70 knjiga i gotovo 400 naučnih članaka objavljenih na različitim temama, uključujući pravo, ekonomiju, politiku, umetnost, religiju, ekologiju, masovne medije i ljubav. Iako njegove teorije tek trebaju dati značajnu ocenu u američkoj sociologiji, njegova teorija je trenutno dobro poznata i popularna u nemačkoj sociologiji, a takođe je prilično intenzivno primljena u Japanu i Istočnoj Evropi, uključujući Rusiju. Njegov relativno nizak profil u preostalom delu sveta delimično je posledica činjenice da je prevođenje njegovog rada težak zadatak, jer njegovo pisanje predstavlja izazov čak i za čitaoce nemačkog jezika, uključujući i mnoge sociologe.
Veći deo Lumanovog rada direktno se bavi operacijama pravnog sistema. Njegova autopoietična teorija prava se smatra jednim od najuticajnijih doprinosa sociologiji prava i socio-pravnih studija.

## Teorija sistema
Suštinski element Lumanove teorije je komunikacija. Socijalni sistemi su sistemi komunikacije i društvo je upravo socijalni sistem u kojem se sjedinjenost u komunikaciji najbolje očitava. Polazeći od toga da socijalni sistemi obuhvataju sveukupnu komunikaciju današnje društvo se može nazvati svetskim društvom. Sistem je određen granicom između njega i okoline koja ga razdvaja od beskrajno kompleksnog, kolokvijalno rečeno, haotične spoljašnosti. Prema tome unutrašnjost sistema je zona reducirane kompleksnosti: komunikacija koja se dešava unutar sistema se zasniva na selektiranju isključivog ograničavanja ukupne količine informacija koje dolaze spolja. Ovaj proces je stoga nazvan „redukcijom kompleksnosti”. Kriterijum prema kome se vrši selekcija i procesiranje informacije je značenje (na nemačkom - sinn). Socijalni sistemi, psihički kao i personalni sistemi operišu upravo putem procesiranja značenja.

## Publikacije
Luman je napisao znatan broj knjiga i članaka.
- 1963: (with Franz Becker): Verwaltungsfehler und Vertrauensschutz: Möglichkeiten gesetzlicher Regelung der Rücknehmbarkeit von Verwaltungsakten, Berlin: Duncker & Humblot
- 1964: Funktionen und Folgen formaler Organisation, Berlin: Duncker & Humblot
- 1965: Öffentlich-rechtliche Entschädigung rechtspolitisch betrachtet, Berlin: Duncker & Humblot
- 1965: Grundrechte als Institution: Ein Beitrag zur politischen Soziologie, Berlin: Duncker & Humblot
- 1966: Recht und Automation in der öffentlichen Verwaltung: Eine verwaltungswissenschaftliche Untersuchung, Berlin: Duncker & Humblot
- 1966: Theorie der Verwaltungswissenschaft: Bestandsaufnahme und Entwurf, Köln-Berlin
- 1968: Vertrauen: Ein Mechanismus der Reduktion sozialer Komplexität, Stuttgart: Enke 
(English translation: Trust and Power, Chichester: Wiley, 1979.)
- 1968: Zweckbegriff und Systemrationalität: Über die Funktion von Zwecken in sozialen Systemen, Tübingen: J.C.B. Mohr, Paul Siebeck
- 1969: Legitimation durch Verfahren, Neuwied/Berlin: Luchterhand
- 1970: Soziologische Aufklärung: Aufsätze zur Theorie sozialer Systeme, Köln/Opladen: Westdeutscher Verlag 
(English translation of some of the articles: The Differentiation of Society, New York: Columbia University Press, 1982)
- 1971 (with Jürgen Habermas): Theorie der Gesellschaft oder Sozialtechnologie - Was leistet die Systemforschung? Frankfurt: Suhrkamp
- 1971: Politische Planung: Aufsätze zur Soziologie von Politik und Verwaltung, Opladen: Westdeutscher Verlag
- 1972: Rechtssoziologie, 2 volumes, Reinbek: Rowohlt 
(English translation: A Sociological Theory of Law, London: Routledge, 1985)
- 1973: (with Renate Mayntz): Personal im öffentlichen Dienst: Eintritt und Karrieren, Baden-Baden: Nomos
- 1974: Rechtssystem und Rechtsdogmatik, Stuttgart: Kohlhammer
- 1975: Macht, Stuttgart: Enke 
(English translation: Trust and Power, Chichester: Wiley, 1979.)
- 1975: Soziologische Aufklärung 2: Aufsätze zur Theorie der Gesellschaft.  
(English translation of some of the articles: The Differentiation of Society, New York: Columbia University Press, 1982)
- 1977: Funktion der Religion, Frankfurt: Suhrkamp 
(English translation of pp. 72–181: Religious Dogmatics and the Evolution of Societies, New York/Toronto: Edwin Mellen Press)
- 1978: Organisation und Entscheidung (= Rheinisch-Westfälische Akademie der Wissenschaften, Vorträge G 232), Opladen: Westdeutscher Verlag
- 1979 (with Karl Eberhard Schorr): Reflexionsprobleme im Erziehungssystem, Stuttgart: Klett-Cotta
- 1980: Gesellschaftsstruktur und Semantik: Studien zur Wissenssoziologie der modernen Gesellschaft I, Frankfurt: Suhrkamp
- 1981: Politische Theorie im Wohlfahrtsstaat, München: Olzog 
(English translation with essays from Soziologische Aufklärung 4: Political Theory in the Welfare State, Berlin: de Gruyter, 1990)
- 1981: Gesellschaftsstruktur und Semantik: Studien zur Wissenssoziologie der modernen Gesellschaft II, Frankfurt: Suhrkamp
- 1981: Ausdifferenzierung des Rechts: Beiträge zur Rechtssoziologie und Rechtstheorie, Frankfurt: Suhrkamp
- 1981: Soziologische Aufklärung 3: Soziales System, Gesellschaft, Organisation, Opladen: Westdeutscher Verlag
- 1982: Liebe als Passion: Zur Codierung von Intimität, Frankfurt: Suhrkamp 
(English translation: . Love as Passion: The Codification of Intimacy. Cambridge: Polity Press. 1986. ISBN 978-0-8047-3253-6.)
- 1984: Soziale Systeme: Grundriß einer allgemeinen Theorie, Frankfurt: Suhrkamp 
(English translation: Social Systems, Stanford: Stanford University Press, 1995)
- 1985: Kann die moderne Gesellschaft sich auf ökologische Gefährdungen einstellen? (= Rheinisch-Westfälische Akademie der Wissenschaften, Vorträge G 278), Opladen: Westdeutscher Verlag
- 1986: Die soziologische Beobachtung des Rechts, Frankfurt: Metzner
- 1986: Ökologische Kommunikation: Kann die moderne Gesellschaft sich auf ökologische Gefährdungen einstellen? Opladen: Westdeutscher Verlag 
(English translation: Ecological communication, Cambridge: Polity Press, 1989)
- 1987: Soziologische Aufklärung 4: Beiträge zur funktionalen Differenzierung der Gesellschaft, Opladen: Westdeutscher Verlag
- 1987 (edited by Dirk Baecker and Georg Stanitzek): Archimedes und wir: Interviews, Berlin: Merve
- 1988: Die Wirtschaft der Gesellschaft, Frankfurt: Suhrkamp
- 1988: Erkenntnis als Konstruktion, Bern: Benteli
- 1989: Gesellschaftsstruktur und Semantik: Studien zur Wissenssoziologie der modernen Gesellschaft 3, Frankfurt: Suhrkamp
- 1989 (with Peter Fuchs): Reden und Schweigen, Frankfurt: Suhrkamp 
(partial English translation: „Speaking and Silence”. New German Critique. 61: 25—37. 1994., . )
- 1990: Risiko und Gefahr (= Aulavorträge 48), St. Gallen
- 1990: Paradigm lost: Über die ethische Reflexion der Moral, Frankfurt: Suhrkamp 
(partial English translation. „Paradigm Lost: On the Ethical Reflection of Morality: Speech on the Occasion of the Award of the Hegel Prize 1988”. Thesis Eleven. 29: 82—94. 1991. doi:10.1177/072551369102900107.)
- 1990: Essays on Self-Reference. New York: Columbia University Press..
- 1990: Soziologische Aufklärung 5: Konstruktivistische Perspektiven, Opladen: Westdeutscher Verlag
- 1990: Die Wissenschaft der Gesellschaft, Frankfurt: Suhrkamp 
(English translation of chapter 10: „The Modernity of Science”. New German Critique. 61: 9—23. 1994., . )
- 1991: Soziologie des Risikos, Berlin: de Gruyter 
(English translation: Risk: A Sociological Theory, Berlin: de Gruyter)
- 1992 (with Raffaele De Giorgi): Teoria della società, Milano: Franco Angeli
- 1992: Beobachtungen der Moderne, Opladen: Westdeutscher Verlag
- 1992 (edited by André Kieserling): Universität als Milieu, Bielefeld: Haux
- 1993: Gibt es in unserer Gesellschaft noch unverzichtbare Normen?, Heidelberg: C.F. Müller
- 1993: Das Recht der Gesellschaft, Frankfurt: Suhrkamp 
(English translation: . Law as a Social System. Oxford: Oxford University Press. 2004. ISBN 978-0-19-826238-1.)
- 1994: Die Ausdifferenzierung des Kunstsystems, Bern: Benteli
- 1995: Die Realität der Massenmedien (= Nordrhein-Westfälischen Akademie der Wissenschaften, Vorträge G 333), Opladen second, extended edition 1996.) 
(English translation: . The Reality of the Mass Media. Stanford: Stanford University Press. 1995. ISBN 978-0-8047-4077-7.)
- 1995: Soziologische Aufklärung 6: Die Soziologie und der Mensch, Opladen: Westdeutscher Verlag
- 1995: Gesellschaftsstruktur und Semantik: Studien zur Wissenssoziologie der modernen Gesellschaft 4, Frankfurt: Suhrkamp
- 1995: Die Kunst der Gesellschaft, Frankfurt: Suhrkamp 
(English translation: Art as a Social System, Stanford: Stanford University Press, 2000.)
- 1996: Die neuzeitlichen Wissenschaften und die Phänomenologie, Wien: Picus
- 1996 (edited by Kai-Uwe Hellmann: Protest: Systemtheorie und soziale Bewegungen, Frankfurt: Suhrkamp
- 1996: Modern Society Shocked by its Risks (= University of Hong Kong, Department of Sociology Occasional Papers 17), Hong Kong, available via HKU Scholars HUB
- 1997: Die Gesellschaft der Gesellschaft, Frankfurt: Suhrkamp 
(English translation: Theory of Society, Stanford: Stanford University Press)
- 1998: Die Politik der Gesellschaft, Frankfurt: Suhrkamp (Herausgegeben von André Kieserling, 2000)
- 1998: Die Religion der Gesellschaft, Frankfurt: Suhrkamp (Herausgegeben von André Kieserling, 2000)
- 1998: Das Erziehungssystem der Gesellschaft, Frankfurt: Suhrkamp (Herausgegeben von Dieter Lenzen, 2002)
- 2006, "System as Difference". Organization, Volume 13 (1) (January 2006), pp. 37–57

## Literatura
- Detlef Horster (1997), Niklas Luhmann, München.
- David Seidl and Kai Helge Becker: Niklas Luhmann and Organization Studies. Copenhagen Business School Press, Copenhagen. 2005.  978-87-630-0162-5..
- Michele Infante Teoria sistemica dei media. Luhmann e la comunicazione, p. 1-262, Aracne Editrice, Roma. 2012.  978-88-548-4723-1.
- Michele Infante (2013) : "Codification: signal, canal, noise, encoding and decoding", in New Atlantis. Nature and Human Sciences and Complexity Journal, Year 28th - n° 2 - Jul/Dec. p. 57-60, ISSN 2281-9495. 2013.  978-88-548-6611-9.,„Codification: signal, canal, noise, encoding and decoding”. New Atlantis. Nature and Human Sciences and Complexity Journal. doi:10.4399/97888548661198 (неактивно 21. 12. 2024).
- Michele Infante (2013), „Information”. New Atlantis, Nature and Human Sciences and Complexity Journal (2): 61—64. 2013. doi:10.4399/97888548661199 (неактивно 21. 12. 2024)., in l Year 28th - n° 2 - Jul /Aracne Editrice,
- Michele Infante "Systemic Boundary" in New Atlantis, Nature and Human Sciences and Complexity Journal, Year 28th - n° 2 - Jul/Dec 2013, Aracne Editrice, . New Atlantis, Nature and Human Sciences and Complexity Journa (2): 65—68. 2013. ISBN 978-88-548-6611-9. ISSN 2281-9495. doi:10.4399/978885486611910 (неактивно 21. 12. 2024). Недостаје или је празан параметар |title= (помоћ)
- Michele Infante (2013). Media Construction of Fair and Social Risk in the Late-2000s Financial Crisis. NEW ATLANTIS, Nature and Human Sciences and Complexity Journal, Year 28th - n° 1- Dec/Jun 2013, Aracne Editrice vol. 1, p. 59-78, , New Atlantis, Nature and Human Sciences and Complexity Journal. 1 (1): 59—78. ISSN 2281-9495. doi:10.4399/97888548601559 (неактивно 21. 12. 2024). Недостаје или је празан параметар |title= (помоћ)
- Ilana Gershon (2005). „Seeing Like a System: Luhmann for Anthropologists.”. Anthropological Theory. 5 (2): 99—116. doi:10.1177/1463499605053993..
- Giorgio Manfré, "La società della società", QuattroVenti, Urbino, 2008.
- Giorgio Manfré, "Eros e società-mondo. Luhmann/Marx Freud", QuattroVenti, Urbino, 2004.
- Hans-Georg Moeller (2012). The Radical Luhmann., New York.
- Javier Torres Nafarrete y Darío Rodríguez Mansilla (2008): Introducción a la Teoría de la Sociedad de Niklas Luhmann. México: Editorial Herder.
- Oliver Jahraus, Armin Nassehi et al. (2012). Luhmann-Handbuch. Leben - Werk - Wirkung, Stuttgart.
- Georg Kneer and Armin Nassehi (2004). Niklas Luhmann. Eine Einführung, München.
- Alexander Riegler and Armin Scholl (eds.) „Luhmann's Relation to and Relevance for Constructivist Approaches”. Special Issue. Constructivist Foundations. 8 (1): 1—116. 2012., freely available at the journal's web site
- Magdalena Tzaneva (ed.), Nachtflug der Eule. Gedenkbuch zum 15. Todestag von Niklas Luhmann, Berlin 2013.
- Cevolini, Alberto (2018). „Where Does Niklas Luhmann's Card Index Come From?”. Erudition and the Republic of Letters. 3 (4): 390—420. S2CID 149942238. doi:10.1163/24055069-00304002. hdl:11380/1165387.